# Samsung Galaxy Home
Samsung Galaxy Home — это умная колонка, разработанная Samsung Electronics. Она был официально анонсирована вместе с Galaxy Note 9 и Galaxy Watch 9 августа 2018 года.

## История
В июле 2017 года газета Wall Street Journal сообщила, что умная колонка с Bixby под кодовым названием Vega находится в стадии разработки. Позднее это подтвердил Донг-Джин Ко, генеральный директор Samsung Electronics в августе 2017 года.
Galaxy Home была представлена на мероприятии Samsung Unpacked 9 августа 2018 года, и больше информации было обещано на конференции разработчиков Samsung в ноябре.

## Характеристики

### Аппаратные средства
Galaxy Home имеет форму вазы и материал из чёрной ткани с сетчатым дизайном, поддерживаемый 3 металлическими ножками штатива. Верхняя поверхность имеет стеклянный сенсорный интерфейс с элементами управления музыкой и громкостью, а также подсвеченное кольцо и логотип AKG. Имеется 3 динамика среднего и высокого диапазона и сабвуфер, а также 8 микрофонов в дальней зоне для голосовых команд.

### Программное обеспечение
Динамик оснащен голосовым ассистентом Bixby и может быть активирован с помощью фразы «Hi Bixby». Его функциональность аналогична функциональности мобильных устройств, таких как Note 9. Galaxy Home может регулировать звук для адаптации к окружающей среде, а также имеет функцию Sound Steer, голосовую команду Bixby, которая позволяет устройству определять местоположение пользователя в комнате и направлять звук на него.
Динамик оснащен интеграцией SmartThings Hub, что позволяет ему управлять другими умными бытовыми приборами, совместимыми с платформой Samsung SmartThings. Spotify является музыкальным проигрывателем по умолчанию, и им можно управлять с помощью голоса. Воспроизведение аудио также можно переключать между бытовой техникой Samsung.

## Рекомендации
1. ↑  Samsung Galaxy Home: first look. TechRadar (англ.). Архивировано 2 ноября 2019. Дата обращения: 2 ноября 2019.
2. ↑  Samsung Galaxy Home: The surprise Bixby-enabled smart speaker unveiled at Unpacked 2018. Alphr (англ.). Архивировано 2 ноября 2019. Дата обращения: 2 ноября 2019.
3. ↑  Samsung's first Bixby smart speaker is the Galaxy Home. Android Central (англ.). 9 августа 2018. Архивировано 11 августа 2018. Дата обращения: 2 ноября 2019.